# Momordica rostrata
Momordica rostrata är en gurkväxtart som beskrevs av Zimmermann. Momordica rostrata ingår i släktet Momordica och familjen gurkväxter. Inga underarter finns listade i Catalogue of Life.

## Bildgalleri

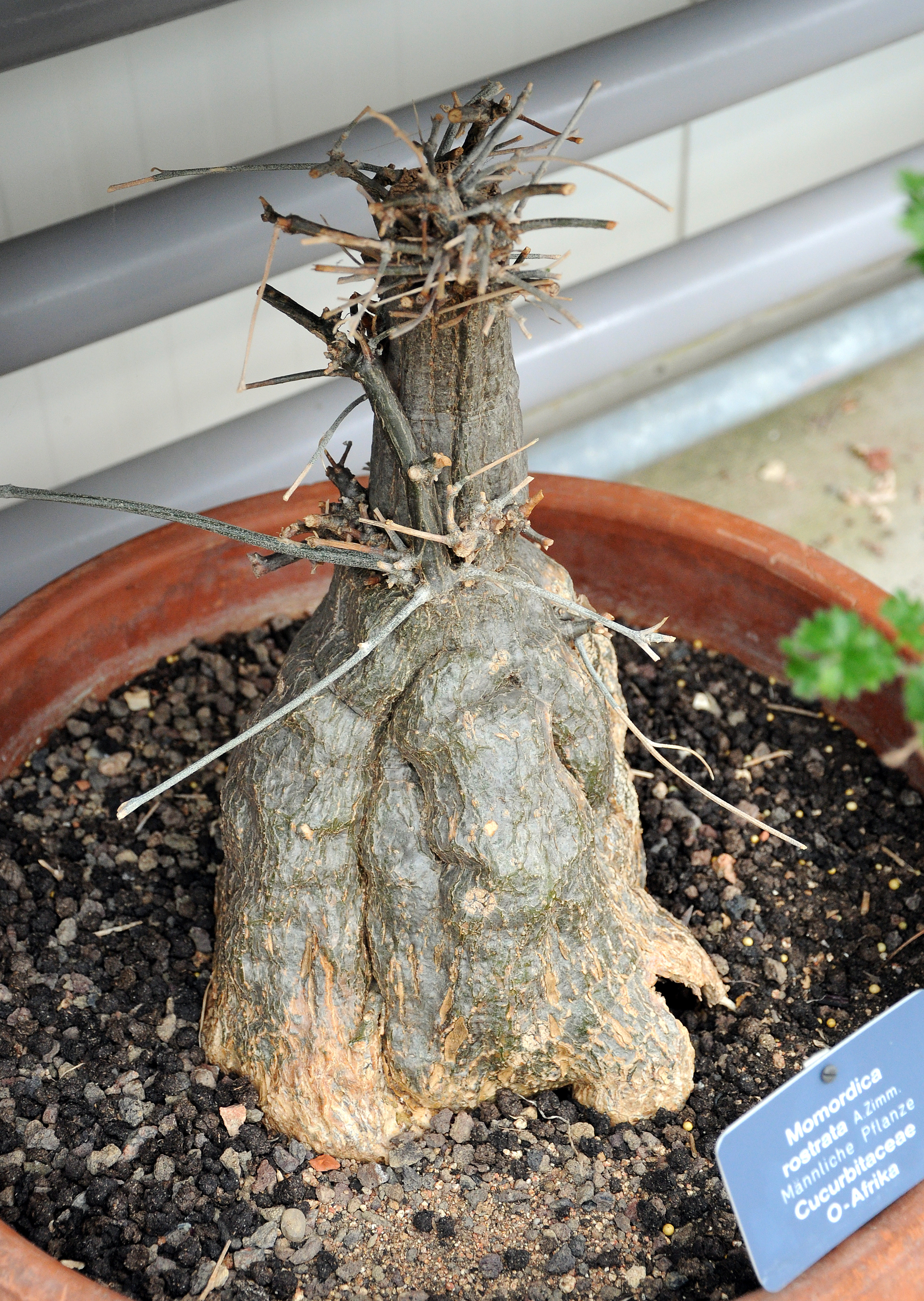